# Кобза
Ко́бза́ (укр. кобза ладкова) — украинский (до XVII века) лютнеподобный струнный щипковый музыкальный инструмент с 4 (и более) парными струнами.
Кобза состоит из корпуса и грифа, на грифе расположены 8—10 навязных ладов, с помощью которых на каждой струне можно получить звуки хроматической гаммы. Также были инструменты без ладов. На Украине с XVII века слово «кобза» стало синоним бандуры.

## Этимология
Тюркский термин кобуз (пратюрк. копур/кобур) широко известен в Азии, Европе и даже в Африке. Вероятно, наиболее древнее значение термина — «струнный щипковый инструмент», под аккомпанемент которого рассказывали эпические сказания. Затем, по мере распространения, словом «кобуз» стали называться самые разные струнные инструменты. В культурах Восточной Европы — Румынии и Молдавии, Венгрии, Чехии, Хорватии — термин «кобза» был настолько в ходу, что стал обозначать пришедшую из Западной Европы лютню.
Некоторые лингвисты считают, что слово «кобза» связано с именной основой коп-, ков-, означающей нечто полое, пустотелое. Корпус древних тюркских струнных щипковых лютневых инструментов обычно выдалбливался из дерева, что могло отразиться на названии.
По другим версиям, которых придерживаются азербайджанские ученые: коп/гоп означает «высокий», уз — «магический звук, мелодия»; или коп — «резкий захват» (то есть щипок струны).

## История
У украинцев, белорусов, русских (главным образом южных и восточных областей), румын и молдаван кобза была известна приблизительно с XV века. Самые ранние упоминания о игрицах-кобзарях в Венгрии, исполнявших эпические песни (помимо кобзы, игрицы также использовали в качестве основного инструмента и лютню) датируются XIV в., сами бродячие музыканты впервые упоминаются в X в.
Имя «кобза», «кобоз», «кобуз» и т. п. можно проследить вплоть до 1250 года как в славянских, так и неславянских письменных источниках. Следовательно, появление инструмента можно отнести к более древним временам. Семантические исследования доказывают существование аналогичных инструментов в других странах: «kopuz» — Турция, «kopus» — Хорватия, «koboz» — Венгрия, «qopuz» — Азербайджан, «cobză» — Молдова, Румыния, и т. п.
Кобза была занесена на территорию Руси тюркскими племенами, но вероятней всего, что в этих землях инструмент приобрел свой окончательный облик.
Классик украинской литературы Тарас Шевченко увековечил в своём творчестве образ кобзаря — народного сказителя, сопровождавшего свои песни-думы игрой на кобзе. Кобзу не стоит путать с современной бандурой, принадлежащей к семейству арф, цитр, гусель, хотя из-за запутанности номенклатуры на Украине название «бандура» иногда используют для описания кобзы.
Арабский путешественник Х столетия Ибн Русте (Ибн Даста), рассказывая о Руси, отмечает следующее: «У них есть различные музыкальные инструменты, такие как лютни-кобзы, гусли, дудки, а также дудки почти в два локтя длиной, тогда как кобза имеет восемь струн. Напиток их приготовлен из мёда…»
Кобза, в конечном счёте, становится любимым инструментом казаков и широко распространяется среди сельского населения земель польских королей и русских царей, где он играл роль лютни Западной Европы. Однако кобза, подобно лютне, постепенно вышла из употребления после 1850 года и была заменена современной бандурой, гитарой и мандолиной.
К. Хильдебрандт, участник шведской делегации к гетману Богдану Хмельницкому, посетив Русь в 1656—1657 годах, подробно описывает своё пребывание и приём, оказанный гетманом. В неформальной обстановке гетман играл на «лютне».
«В польских словарях инструмент бандура описывается как казацкая лютня». (О. Фамицын).
«Инструмент, подобный лютне, но меньший по величине и с меньшим числом струн», «только гриф несколько короче», «тональность абсолютно подобна лютне» — всё это сказано в XVIII веке о «казацкой лютне» — кобзе. Вместе с тем существовала «настоящая» бандура с 24 и более струнами, из которых не все крепились на грифе, а размещались на корпусе. Вероятнее всего, это был первый торбан.
Украинская кобза — неотъемлемый атрибут казака Мамая, персонажа Вертепа.
Около 1700 года некоторые кобзы-лютни приобретают дополнительные струны. Такие инструменты сохранились только на рисунках. Неизвестно, было ли усовершенствование локальным изобретением или же пришло из Европы, но несомненно то, что данные инструменты были непосредственным предком торбана.
В конечном счете, у украинцев существовало три типа инструмента:
1. кобза с ладами (кобза ладковая);
2. кобза с ладами и приструнками (бандура);
3. кобза без ладов, но с приструнками (бандура без ладов).

Следует, однако, заметить, что отсутствие ладов спорно, так как лады изготавливались из кишок, завязывались на грифе и могли просто потеряться с течением времени.
В XVIII веке у украинцев кобза была вытеснена более совершенной бандурой.